# Transformers: War for Cybertron
«Трансформеры: Битва за Кибертрон» (англ. Transformers: War for Cybertron) — компьютерная игра в жанре TPS, разработанная студией High Moon Studios для платформ Windows, PlayStation 3, Xbox 360 и выпущенная компанией Activision 22 июня 2010 года.
С декабря 2017 года игра была удалена из всех онлайн-магазинов (PSN, Xbox Store и Steam) в связи с тем, что у Activision истёк срок действия контракта с Hasbro, в связи с чем Activision потеряла лицензию на издательство игр по франшизе «Трансформеры». С удалением игр были отключены серверы, поддерживающие многопользовательский и кооперативный режим, ранее купившим игру пользователям остался доступен только одиночный режим.

## Сюжет
Лидер десептиконов Мегатрон стремится вернуть Кибертрон, родную планету Трансформеров, в её «золотой век», используя легендарный Тёмный энергон — нестабильное вещество, уничтожающее любые формы жизни, которое, по слухам, хранится на орбитальной исследовательской станции, охраняемой небесным командиром Старскримом и его войсками. Мегатрон возглавляет отряд десептиконов в нападении на станцию, где, пробиваясь сквозь охрану Старскрима, в конечном итоге достигает завода по производству Тёмного энергона. Увидев, с какой лёгкостью Мегатрон подчинил смертоносную субстанцию своей воле и поделился этой силой с подчинёнными, Старскрим, стремясь научиться обращаться с Тёмным энергоном, присягает на верность Мегатрону. Потрясённый предательством соратника, Джетфайер сбегает, чтобы предупредить лидера автоботов Зету Прайма.
В качестве десептиконов, Старскрим и его товарищи Искатели (Тандеркрэкер и Скайворп) получают приказ от Мегатрона реактивировать Энергонный мост, который будет питать станцию сырым энергоном, позволяя производить больше Тёмного энергона. Как только им это удаётся, Мегатрон разрабатывает план по захвату Кибертрона через заражение его ядра Тёмным энергоном. С целью заполучить Омега-ключ, открывающий доступ к ядру планеты, лидер десептиконов начинает полномасштабное нападение на столицу автоботов Иакон. Во главе небольшого отряда Мегатрон пробивается сквозь силы автоботов прямо к Зете Прайму, по слухам, хранящему Ключ. Но победа над Зетой приносит осознание, что настоящим ключом является колоссальный автобот, древний Страж — Омега Суприм, а устройство Зеты, выдаваемое за ключ, лишь активировало его.
Омега отправляется в погоню за десептиконами, уничтожая всё на своем пути, и Мегатрон решает заманить Стража в ловушку и нейтрализовать. После долгого и упорного боя Мегатрон заражает Омегу Тёмным энергоном и получает доступ к ядру Кибертрона, приводя свой план в действие.
В ходе битвы за Иакон с наступающими силами десептиконов солдат-автобот Оптимус получает сообщение от разведчика Бамблби о смерти Зеты Прайма. Временно приняв на себя руководство автоботами, Оптимус во главе отряда направляется в центр связи, чтобы организовать оборону города. После битвы со Старскримом за контроль над системой связи Иакона приходит неожиданное сообщение от Зеты Прайма. Проанализировав сообщение, с твёрдым осознанием, что это может быть приманкой десептиконов, Оптимус решается на рискованную миссию по проникновению в Каон, столицу десептиконов, где должен содержаться Зета. Автоботы смогли добраться до своего умирающего главы, но слишком поздно. Оптимус приносит тело Зеты Прайма Высшему совету автоботов, который назначает его новым Праймом и поручает остановить деятельность Мегатрона по захвату Кибертрона.
Сперва необходимо прекратить заражение ядра планеты Тёмным энергоном, и Оптимус в компании соратников отправляется ко входу в ядро, со времен атаки десептиконов преобразованному в неприступную цитадель. Команда спасает и исцеляет Омегу Суприма, заражённого Тёмным энергоном, и с его помощью получает доступ к ядру. Пробиваясь мимо десептиконов и кибертронского червя, осквернённого Тёмным энергоном, автоботы в конечном итоге достигают ядра, которое обращается к Оптимусу голосом создателя трансформеров — Праймуса. Творец раскрывает, что объём заражения оказался настолько велик, что планете для восстановления придётся запустить перезагрузку, которая может продлиться миллионы лет. Таким образом, производство живительного энергона прекратится, что ставит Оптимуса перед нелёгким выбором. Приняв частицу сущности Праймуса — легендарную Матрицу лидерства, Оптимус решается объявить всеобщий исход с родной планеты для поисков новых миров, пригодных для жизни на время восстановления Кибертрона.
Однако всеобщей эвакуации мешает обстрел из орбитальной станции. Оптимус поручает аэроботам нейтрализовать станцию, но в процессе оказывается, что это — огромный трансформер Триптикон. С большим трудом аэроботам удаётся сбить гигантского десептикона, а на поверхности его добивает команда автоботов с Оптимусом во главе. После победы над Триптиконом, Оптимус организует оснащение огромного транспортного корабля «Ковчег», параллельно давая отпор силам Мегатрона.

## Создание игры
В ответ на реакцию многих фанатов, которые были «раздосадованы майклбэевскими насекомоподобными версиями» автоботов и десептиконов в фильмах «Трансформеры» и «Трансформеры: Месть падших» (которых они прозвали «бэйформерами»), было решено не копировать эти образы. В результате все трансформеры получили образ, схожий с мультсериальным, и, следовательно, более соответствующий укоренившимся представлениям о том, какими они должны быть. Композитором стал Тайлер Бейтс.
16 декабря 2009 года компании Hasbro и Activision выпустили пресс-релиз, посвящённый выходу игры. В пресс-релизе сообщалось, что в игре будет показана история происхождения трансформеров, и будут присутствовать раздельные кампании за автоботов и десептиконов. Также в игре будет присутствовать режим многопользовательской игры, в котором игроки смогут играть как друг против друга, так и в кооперативном режиме.

## Отзывы
| Сводный рейтинг       | Сводный рейтинг | Сводный рейтинг | Сводный рейтинг |
| Издание               | Оценка          | Оценка          | Оценка          |
| Издание               | PC              | PS3             | Xbox 360        |
| --------------------- | --------------- | --------------- | --------------- |
| GameRankings          | 77,08 %         | 78,41 %         | 79,63 %         |
| Metacritic            | 75/100          | 77/100          | 76/100          |
| MobyRank              | 74 %            | 76 %            | 79 %            |
| Иноязычные издания    |                 |                 |                 |
| Издание               | Оценка          | Оценка          | Оценка          |
| Издание               | PC              | PS3             | Xbox 360        |
| Destructoid           |                 |                 | 8/10            |
| Eurogamer             |                 |                 | 6/10            |
| Game Informer         |                 | 8,5/10          | 8,5/10          |
| GameRevolution        |                 |                 | B+              |
| GameSpot              | 6,5/10          | 6,5/10          | 6,5/10          |
| GameStar              | 75/100          |                 |                 |
| GameTrailers          |                 |                 | 7,7/10          |
| GameZone              |                 |                 | 8,5/10          |
| Giant Bomb            | [ 26 ]          | [ 26 ]          | [ 26 ]          |
| IGN                   | 9/109/10        | 9/10            | 9/10            |
| Jeuxvideo.com         | 13/20           | 13/20           | 13/20           |
| Joystiq               |                 |                 | [ 31 ]          |
| The Daily Telegraph   |                 |                 | 8/10            |
| VideoGamer            | 8/10            | 8/10            | 8/10            |
| Русскоязычные издания |                 |                 |                 |
| Издание               | Оценка          | Оценка          | Оценка          |
| Издание               | PC              | PS3             | Xbox 360        |
| 3DNews                | 8/10            |                 |                 |
| Absolute Games        | 71 %            |                 |                 |
| PlayGround.ru         | 6,8/10          |                 |                 |
| StopGame.ru           | Проходняк       |                 |                 |
| «Игромания»           | 7/10            |                 |                 |
| «Игры Mail.ru»        | 7,5/10          |                 |                 |
| «ЛКИ»                 | 90 %            |                 |                 |
| «Страна игр»          | 8/10            |                 |                 |

Игра получила преимущественно положительные оценки, согласно сайту Metacritic.

## Сиквел
3 сентября 2012 года вышла игра Transformers: Fall of Cybertron, созданная для Windows, PlayStation 3 и Xbox 360. Разработчиком также выступила High Moon Studios, издателями — Activision и Hasbro. Внешность некоторых трансформеров (в частности, Оптимуса и Мегатрона) изменились, в сюжете присутствуют новые и старые персонажи. Также появляется трансформер-гигант, однако это не Триптикон и не Омега Суприм, а Метроплекс.